# Specchia
Specchia község (comune) Olaszország Puglia régiójában, Lecce megyében.

## Fekvése
A Salentói-félsziget déli részén fekszik.

## Története
A település alapítását a történészek a 9. századra teszik. Első említése 1190-ből származik, amikor Hauteville Tankréd birtoka volt. Később a Leccei Grófság része lett, majd 1325-ben az Orsini del Balzo nemesi család szerezte meg. 1414-ben a települést elpusztították II. Johanna nápolyi királynő csapatai, mivel az Orsini del Balzók nézeteltérésben kerültek vele. 1452-ben Raimondello del Balzo engedélyt kapott I. Alfonztól a település újraépítésére. A Del Balzo család kihalása után a Di Capua, Gonzaga, Brajda, Trane majd a Liguro családok birtoka lett. A település 1806-ig hűbéri birtok volt, amikor a Nápolyi Királyságban felszámolták a feudalizmust. 

## Népessége
A népesség számának alakulása:

## Főbb látnivalói
- Castello - a várat az 1500-as években építették a Del Balzók családjuk otthonául.
- San Nicola-templom - a templomot a 11. században építették román stílusban, de a 14. században majd a 16. században jelentősen átépítették. Ennek köszönheti barokkos vonásait.
- Kapucinus kolostor - a 16. században épült.
- Barokk stílusú nemesi paloták: Palazzo Balsamo, Palazzo Teotini, Palazzo Ripa, Palazzo Olandi-Pisanelli, Palazzo Orlandi- Pedone
- Masseria Cardigliano vagy Borgo Cardigliano - a településtől nem messze 1930-ban alapított kis épületegyüttest, ahol a fasizmus ideje alatt dohánytermesztéssel foglalkoztak.